# Leichtathletik-Weltmeisterschaften 2023/Teilnehmer (Elfenbeinküste)
| Goldmedaillen | Silbermedaillen | Bronzemedaillen |
| ------------- | --------------- | --------------- |
| -             | -               | -               |

Der Leichtathletikverband der Elfenbeinküste nahm an den Leichtathletik-Weltmeisterschaften 2023 in Budapest teil. Fünf Athletinnen und ein Athlet wurden vom ivorischen Verband nominiert.

## Ergebnisse

### Männer

#### Laufdisziplinen
| Athlet       | Disziplin | Vorlauf | Vorlauf | Halbfinale | Halbfinale | Finale | Finale |
| Athlet       | Disziplin | Zeit    | Platz   | Zeit       | Platz      | Zeit   | Platz  |
| ------------ | --------- | ------- | ------- | ---------- | ---------- | ------ | ------ |
| Arthur Cissé | 100 m     | 11,58 s | 08      | DNQ        | DNQ        | –      | –      |

### Frauen

#### Laufdisziplinen
| Athletin                                                                                                   | Disziplin | Vorlauf    | Vorlauf | Halbfinale | Halbfinale | Finale  | Finale |
| Athletin                                                                                                   | Disziplin | Zeit       | Platz   | Zeit       | Platz      | Zeit    | Platz  |
| --- | --------- | ---------- | ------- | ---------- | ---------- | ------- | ------ |
| Murielle Ahouré-Demps                                                                                      | 100 m     | 11,29 s    | 05      | DNQ        | DNQ        | –       | –      |
| Maboundou Koné                                                                                             | 100 m     | 11,26 s    | 05      | DNQ        | DNQ        | –       | –      |
| Marie-Josée Ta Lou                                                                                         | 100 m     | 11,08 s PB | 01      | 10,79 s    | 01         | 10,81 s | 04     |
| Jessika Gbai                                                                                               | 200 m     | 22,78 s    | 03      | 22,88 s    | 06         | DNQ     | DNQ    |
| Maboundou Koné                                                                                             | 200 m     | 22,55 s    | 02      | DQ         | DQ         | –       | –      |
| Marie-Josée Ta Lou                                                                                         | 200 m     | 22,26 s SB | 02      | 22,26 s SB | 03         | 22,64 s | 08     |
| Murielle Ahouré-Demps Jessika Gbai Maboundou Koné Marie-Josée Ta Lou nicht eingesetzt: Karel Elodie Ziketh | 4 × 100 m | 41,90 s AR | 03      |            |            | DNF     | DNF    |